# Neoplan
Neoplan (рус. Неоплан) — торговая марка автобусов, производимых NEOMAN Bus — 100%-м дочерним предприятием MAN AG. Автобусы NEOPLAN и MAN занимают 15 % западноевропейского рынка и 29 % рынка Германии (объём выпуска в 2006 году — 7338 единиц, денежная выручка 1,47 млрд евро).

## История
2 июля 1935 Готтлоб Аувертер основал в Штутгарте мастерскую по производству автобусов на готовых грузовых шасси. С началом Второй мировой войны предприятие, потеряв призванный в Вермахт персонал, прекратило выпуск автобусов, а затем было мобилизовано на ремонт авиатехники.
После войны Аувертер разработал собственную конструкцию автобуса с безрамным несущим кузовом — полумонококом, в котором внешние панели крепились на пространственной конструкции из стальных труб. Заднемоторный безрамный автобус Аувертера пошёл в производство в 1953, а в 1957 начал комплектоваться комфортной пневматической подвеской. Тогда же, в 1953, на машинах Аувертера впервые появилась марка Neoplan. Вплоть до 2001 года сама фирма продолжала называться Gottlob Auwärter GmbH & Co. KG.
В 1960 фирма успешно вышла на растущий рынок автобусов для аэропортов, предложив рынку сочленённый низкопольный (высота пола 350 мм) автобус с передним расположением двигателя..
В 1961 Альбрехт Аувертер, сын основателя фирмы, и Боб Ли (будущий главный конструктор Neoplan) разработали новаторскую для тех времён конструкцию автобуса Hamburg — с прямолинейными очертаниями кузова и большой площадью остекления. Альбрехт Аувертер возглавил фирму в 1965 и в начале 1970-х годов организовал постройку и запуск завода в Пильстинге.
На рынок туристических автобусов, являющийся в 2000-е годы основным для Neoplan, фирма вышла только в 1964, с двухэтажной разработкой Конрада Аувертера — 102-местным Do-Bus. Рулевой механизм этой модели был вынесен далеко за переднюю ось, в результате пассажиры получили удобный проход между арками передних колёс. В 1971 был выпущен Cityliner — междугородный автобус с пассажирской палубой, приподнятой относительно пола водительского отделения, оборудованный туалетом и кондиционером. На этой модели Neoplan впервые применил стеклопластиковые панели кузова.
В последующие 30 лет Neoplan развивал направление комфортных междугородных и туристических автобусов, выделяясь среди конкурентов «футуристическим» дизайном своих машин.
В 1973 году была представлена на рынок модель Neoplan Jetliner. Это был 12-метровый автобус со сварным кузовом, одной дверью и 48 пассажирскими креслами.
Начиная с 1974 года Neoplan начал активно продавать автобусы за пределы Германии. 12 декабря 1974 года открылся завод по производству автобусов в Кумаси, Гана. С 1975 фирма начала производить необычный тип машин — туристический двухэтажный автобус на 100 мест, соединяемый «гармошкой». Эту модель назвали Neoplan Jumbocruiser, впоследствии она получила прозвище «jumbo» или «neojumba». Такие автобусы производились до 1993 года, многие из них и поныне ездят по дорогам Европы.
В 1976 году появилась новая идея производства низкопольных автобусов (хотя ещё в 1960 году такой автобус уже был изготовлен Neoplan как аэропортовый). Автобус Neoplan N814, презентованный весной 1976 года, стал первым автобусом подобного рода в Европе. На его базе впоследствии стали производить и другие низкопольные автобусы. Neoplan N814 был двухэтажным, 12-метровым автобусом, в высоту он имел 3,55 метра, вмещал до 130 пассажиров в своем салоне. Водительское кресло было поднято вверх, а руль был установлен на оптимальную высоту. В 1979 году было осуществлено расширение завода Neoplan в Пилстинге в связи с увеличением спроса. В том же году был представлен Neoplan Spaceliner — туристический автобус новой разработки, по сути модернизированный Neoplan Skyliner. В конце 1980 был открыт завод в Спандау, первый автобус на котором был выпущен 27 марта 1981 года. Также были построены мощности в США — в Ламаре, штат Колорадо (1981) и в Хани-Брук, Пенсильвания.
С 1982 года Neoplan начал выпускать серийные городские автобусы под общим названием «Neoplan Centroliner», которая выпускается по сей день; обычно это 12-метровые (стандартные) и 18-метровые (сочлененные) низкопольные городские автобусы новейшего дизайна и повышенного комфорта перевозки. В 1985 Neoplan отметил 50 годовщину основания фирмы. В 1987 году был снова расширен завод в Штутгарте.
В мае 1988 года появился ещё один туристический автобус — «Neoplan Metroliner».
В 1992 году вышел 15-метровый (хотя стандартом по тем временам было не более 12 метров) автобус Neoplan Megaliner, получивший второе название «Megaspace».
В 1996 появился Neoplan Starliner, имевший повышенную прочность и множество дополнительных опций для установки, габариты 12990 … 14000 × 2570 × 3990 и развивавший максимальную скорость в 130 км/ч. В 1998 году Neoplan Starliner был признан «автобусом года» по версии германского Lastauto Omnibus (1998), ETM-Verlag (1999), британского шоу «Автобус тысячелетия» в Брайтоне (2000). Модификации 2001, 2002, 2003 и 2005 годов также признавались «автобусами года» в Германии.
20 июня 2001 года антимонопольные органы Евросоюза одобрили покупку Neoplan группой MAN. Gottlob Auwärter GmbH & Co. KG официально сменила название на Neoplan Gmbh.
В 2003 году Neoplan начал серийно выпускать ещё одну модель туристического автобуса — Neoplan Tourliner; эта модель производится до сих пор на шестом заводе Neoplan дочерней компании NEOMAN в Анкаре, Турция. Этот автобус стал отличался неприхотливостью конструкции и возможностью эксплуатации не менее чем в течение целой недели без выходных. Также этот автобус стал известен благодаря повышенному комфорту перевозки и инновациям конструкции. В 2004 начинается сборка ещё одного новейшего 12-метрового туристического коуча — Neoplan Trendliner, более известного под индексом Neoplan N3516 Ü и известного экономичностью перевозки и современным дизайном.
В 2005 году Starliner был снова модернизирован и шестой подряд стал «Автобусом года». В 2006 году был закрыт штутгартский завод; в том же году была выпущена последняя версия Cityliner — эта модель была городской, имела низкий пол, новейший дизайн со всеми удобствами городских автобусов и систему Евро-4. Также снова обновляется Starliner, однако на этот раз автобусом года он не становится. В 2007 состоялись презентации многочисленных модификаций Cityliner разных размеров и длины.
В конце 2007 Neoplan подписал контракт на поставку 400 городских автобусов «Neoplan Cityliner» и «Neoplan Centroliner» в Дубае, ОАЭ.

## Производство
Компания Neoplan занимается разработкой и изготовлением городских и междугородных автобусов для туристических перевозок, а также городских троллейбусов, известных под индексами «Neoplan Electroliner» и «Neoplan-Elbo».
Денежная выручка за 2005 финансовый год составила 1,168 миллиарда евро, за 2006 — 1,473 миллиарда, что на 26 % больше, чем за 2005 год. В 2005 году было продано 6009 различных моделей автобусов, в 2006 — 7338, что на 22 % больше, чем за 2005 год. К концу 2006-го, на фирме работало около 8500 человек. В 2006 году было изготовлено и продано 7338 автобусов, из которых: 1113 туристических; 1964 городских; 843 междугородных; 143 образцовых моделей; 68 специальных и остальные разработки — ходовые части автобусов. Автобусы NEOMAN в 2005 году занимали 12 процентов западноевропейского рынка и 15 % в 2006 году, и 25,9 и 29,1 процента рынка в Германии в 2005 и 2006 годах соответственно.
Общая численность персонала NEOMAN Bus в 2006 году — около 8500 человек, из них на производстве под маркой Neoplan занято около 1300. Европейское производство Neoplan сосредоточено на двух заводах в Германии:
- Пильстинг (Бавария) — открыт в 1973 году
- Плауэн (Саксония) — открыт в 1992 году

С 1974 года работает производство в Гане. В 1981 Neoplan развернул производство на двух заводах в США, но впоследствии Neoplan USA прекратила существование, а заводы перешли под контроль других собственников, продолжая выпускать лицензионные Neoplan. Автобусы Neoplan также выпускаются по лицензии в Китае и (с 2003 года) на заводе MAN в Турции.

## Продукция

### Автобусы
Neoplan Airliner — специальный аэропортовый автобус. Выпускается 5 модификаций, которые отличаются по вместимости и габаритными размерами. В длину эти автобусы достигают 12-14,5 метра, в ширину 2,75-2,90 метра и имеют скрытые боковыми «юбками» колёса, благодаря чему сильно напоминают вагоны метро. В высоту имеют 3,2-3,3 метра, вместимость 80-135 пассажиров (в зависимости от вида модели). Автобусы низкопольные и имеют 6-7 дверей, благодаря чему осуществляется быстрая посадка и высадка пассажиров. Двигатель MAN D2676 LOH 02 (03) на Евро-3.
Neoplan Centroliner-12 LE — стандартный 12-метровый городской автобус, производится с 1998 года. Габариты: 12000 × 2550 × 3300; имеет низкий пол (35 см до уровня дороги) и полную пассажировместимость в 100 человек. Был награждён премией «Автобус года» в 2005 году, широко используется в странах ЕС.
Neoplan N4522 (Centroliner-18 LE) — 18,7-метровая модель-вариация Neoplan Centroliner-12 LE, производится с 2002 года. Габаритные размеры 18750 × 2820 × 2550; автобус удобен для перевозки большого количества пассажиров, он рассчитан на 160 мест, предусматривается транспортировка инвалидов и специальное оборудование. В салоне расположены 36 сидячих мест (9 в задней секции, 27 в передней) возможно передвижение пассажиров из одной секции в другую. Достоинством автобуса является мягкая и бесшумная перевозка. Двигатель автобуса — MAN D 2066 LUH; коробка передач на 6 скоростей и максимальная скорость в 120 км/ч.
Neoplan Cityliner — историческая модель двухэтажного туристического автобуса, переработана и воспроизведена во множестве модификаций. Изготавливается и улучшается с 1997 года. Автобус рассчитан на 80-100 пассажиров, габаритные размеры 12000 … 14000 × 2500 … 2560 × 3400 … 3500; эта модель стала преемником первого серийного Neoplan Skyliner.
Neoplan Clubliner — 11-метровый полутора- или двухэтажный автобус производства начала 1990-х; рассчитан как на интернациональные перевозки, так и на индивидуальное использование одной или несколькими группами людей.
Neoplan Euroliner — 12-метровая модель автобуса, выпускаемая с 1998 года с 4-звёздочным комфортом перевозки. Внешне покрыт нержавеющей сталью, имеет мощное ночное освещение как фарами, так и габаритными огнями. Построен по современным требованиям к туристическим лайнерам. Этот автобус рассчитан на 40—52 места, кресла имеют несколько дополнительных возможностей. В салоне автобус имеет синее освещение и индивидуальный обдув. Достоинством автобуса служат системы ABS; ASR; ECAS и GPRS для водителя. Двигатель MAN D676 LOH-02 на Евро-3. Автобус демонстрирует высокие скоростные показатели и разгоняется до 80 км/ч за 15 секунд, его максимальная скорость 128 км/ч.
Neoplan Jetliner — городской и междугородный автобус длиной 10-11 метров (в зависимости от разновидности) производился ещё с 1980-х до 2000 года в качестве городского, междугородного и изредка туристического автобуса. С 2000 года его производство окончательно прекратилось, а преемниками стали Neoplan Euroliner (с 1998); Neoplan Tourliner (с 2003) и Neoplan N3516 (U).
Туристические и междугородные автобусы
- Starliner (Россия)
- Skyliner (Германия)
- Cityliner (Япония)
- Megaliner (Япония)
- Tourliner (остров Самос, Греция)

Neoplan Jumbocruiser (N338) — двухэтажный автобус необычного дизайна: он имеет соединительную «гармошку» и достигает 18 метров в длину. Производился с 1975 по 1993 год. Габаритные размеры 18000 × 2550 × 4000 см; на него установлен двигатель Daimler Benz, развивающий скорость 120—130 км/ч. Вмещает в себя 102 человека. Узел гармошки соединяет оба этажа, не добавляя проблем пассажирам в передвижении.
Neoplan Megaliner (также известный как «Neoplan Megaspace») — 15-метровый автобус производства 1993—2000 годов; известен своим необычным дизайном. Пятизвёздочный по степени комфорта перевозки, развивает скорость до 140 км/ч. Салоне может включать неординарный дизайн сидений, кухню, туалет, плазменный телевизор, барную стойку — все эти удобства используются как для туристических перевозок групп пассажиров, так и в случае индивидуальной покупки в качестве «дома на колесах».
Neoplan Skyliner — историческая модель, самый первый серийный автобус Neoplan; серийно изготавливается с 1967 года. За это время претерпел много переделок и разновидностей, производится до сих пор полутора- и двухэтажный автобус.
Neoplan Spaceliner — 13-метровый туристический автобус, выпускается с 1990-х в нескольких разновидностях. Является предшественником Neoplan Starliner.
Городские и специализированные автобусы
- Centroliner Evolution (Швейцария)
- Twinliner (Япония)
- Neoplan AN459 (США)
- Airport Bus (Мальта)

Neoplan Starliner — представлен в 1996 году, выигрывал 6 раз подряд (1999—2005) титул «Автобус года». Этот автобус выпускается в различных модификациях и разновидностях, от 12 до 14 метров в длину и с двумя или тремя осями. Автобус по классу комфорта «пятизвёздочный», имеет множество удобств в салоне, а также много дополнительных возможностей в конструкции. Имеет двигатель MAN-2676 LOH-02 на Евро-4; мощность в 220 киловатт и скорость в 128 км/ч.
Neoplan Tourliner — 12-метровый двух- или трёхосный автобус 3-звёздочного комфорта. Имеет повышенную прочность обшивки и деталей, поэтому может эксплуатироваться до 10 дней подряд. Рассчитан на 49 пассажиров, имеет двигатель MAN D2066-LOH-04 на Евро-4, мощностью 326 киловатт и типичной максимальной скоростью в 125 км/ч.
Neoplan Transliner — 12-13 метровый автобус международных перевозок 2-3 звёздного комфорта, выпускался с 1991 по 2000 года.
Neoplan Trendliner, более известный как Neoplan N3516U — 13-метровый двухосный автобус, выпускаемый серийно с 2004 года; отличается экономичностью, 4-звёздочным комфортом, а также футуристическим дизайном. Является преемником Neoplan Cityliner 1990-х годов. Рассчитан на 48 пассажиров, двигатель MAN D2066-LUH (на заказ может изменяться); мощностью 227—287 киловатт, максимальная скорость — 120 км/ч.

### Троллейбусы
В 1990-х годах Neoplan также изготавливал троллейбусы, которые были известны под общим названием «Neoplan Elbo» и «Electroliner»:
- Neoplan Electroliner — троллейбусы повышенной комфортности перевозки основаны на городских автобусных соответствия Neoplan N4516 (12 LE) и Neoplan N4522 (18 LE)
- Neoplan Elbo 4216
- Neoplan Elbo 6216
- Neoplan Elbo 6221
- Neoplan Kazakhstan Young Man JNP6120GDZ
- Neoplan N6020
- Neoplan N6021 — сочленённая модель

Эти модели используются в странах ЕС, Elbo 4216; 6216; 6221 — работают в Афинах.
Neoplan Kazakhstan — все без исключения в городе Алма-Ате.

### Награды
В течение производства фирма была удостоена нескольких наград, 6 из них подряд завоевал Neoplan Starliner:
- 1967 — Neoplan Skyliner, победитель на 8-й автобусной неделе в Ницце
- 1999 — Neoplan Starliner, «Автобус года»
- 2000 — Neoplan Starliner, «Автобус года»
- 2001 — Neoplan Starliner, «Автобус года»
- 2002 — Neoplan Starliner, «Автобус года»
- 2003 — Neoplan Starliner, «Автобус года»
- 2005 — Neoplan Starliner, «Автобус года»
- 2007 — Neoplan Centroliner, «Автобус года»
- 2022 — Neoplan Cityliner Platin, «Автобус года»